# 17.ª Divisão (Japão)
A 17ª Divisão foi uma divisão de infantaria do Império do Japão que serviu durante a Segunda Guerra Mundial. A divisão foi formada no dia 30 de novembro de 1907 em Okayama. Foi desativada no dia 1 de maio de 1925 e reativada no dia 4 de abril de 1938 em Himeji, sendo desmobilizada no dia 30 de setembro de 1945 com o fim da guerra.

## Comandantes
| Comandante                     | Data                                           |
| ------------------------------ | ---------------------------------------------- |
| Lt. General Gencho Furumi      | 24 de julho de 1918 - 20 de julho de 1921      |
| Lt. General Yutaka Ono         | 20 de julho de 1921 - 1 de maio de 1925        |
| Lt. General Takichi Kouya      | 15 de julho de 1938 - 1 de agosto de 1940      |
| Lt. General Morito Hirabayashi | 1 de agosto de 1940 - 1 de dezembro de 1942    |
| Lt. General Yashushi Sakai     | 1 de dezembro de 1942 - 30 de setembro de 1945 |

## Subordinação
- Exército Expedicionário China Central - 15 de julho de 1938
- 13º Exército - 23 de setembro de 1939
- 8º Exército de Campo - fevereiro de 1943

## Ordem da Batalha
1938
- 17. Grupo de Infantaria (desmobilizada no dia 1 de julho de 1944)
- 53. Regimento de Infantaria
- 54. Regimento de Infantaria
- 81. Regimento de Infantaria
- 17. Regimento de Reconhecimento
- 23. Regimento de Artilharia de Campo
- 17. Regimento de Engenharia
- 17. Regimento de Transporte
- Unidade de comunicação